# Tubular Bells
Tubular Bells (с англ. — «Трубчатые колокола») — дебютный студийный альбом английского музыканта Майка Олдфилда, записанный им в 19 лет и изданный в 1973 году британским лейблом Virgin Records. Альбом имел огромный успех и разошёлся миллионными тиражами, тем самым заложив фундамент дальнейшего развития «Virgin Records».
Соло фортепиано, открывающее альбом, стало саундтреком к блокбастеру, фильму Уильяма Фридкина «Изгоняющий дьявола» (вышел в том же году) и получило значительную ротацию.
Позже Дэвидом Бедфордом альбом был переписан под оркестр — версия «The Orchestral Tubular Bells». Сам альбом имел три сиквела в 1990-х: «Tubular Bells II» (1992), «Tubular Bells III» (1998) и «The Millennium Bell» (1999). В 2003 году «Tubular Bells» был полностью переписан под названием «Tubular Bells 2003». В июне 2009 года на Mercury Records вышло переиздание оригинального альбома с заново выполненным мастерингом  и бонусным материалом.
На церемонии открытия летних Олимпийских игр 2012 года Олдфилд исполнил отрывки из «Tubular Bells», которые стали музыкальным сопровождением к выступлению о Национальной службе здравоохранения Великобритании. Это исполнение вошло в официальный альбом саундтреков летних Олимпийских игр 2012 года — «Острова чудес» (англ. Isles of Wonder).
В Автономном Университете Барселоны, 25 мая 2023 года, в честь 50-летия первого выпуска альбома, заново записан оркестр «Tubular bells. Concert at alba synchrotron» и через день выложен на YouTube-канале «Universitat Autònoma de Barcelona».

## Перечень композиций
Все композиции написал Майк Олдфилд, за исключением «Хорнпайпа моряка» (англ. The Sailor's Hornpipe) (народная, аранжировка Майка Олдфилда).
Оригинальное издание 1973 года:
- Сторона «А»:

- «Tubular Bells, Part One» — 25:30

- Сторона «Б»:

- «Tubular Bells, Part Two» — 23:20

## Участники записи
- Майк Олдфилд — рояль, акустическая гитара, бас-гитара, электрический орган Farfisa, вистл, колокольчики, электрическая гитара, пианино, орган Lowrey, колокола, литавры, перкуссия, голос «пилтдаунского человека», орган Хаммонда, испанская гитара, мандолина
- Стив Броутон — барабаны
- Линдси Купер — контрабас
- Манди Эллис — вокал
- Джон Филд — флейта
- Салли Олдфилд — вокал
- Вивиан Стэншолл — распорядитель
- Хор (Саймон Хэйворт, Том Ньюман, Майк Олдфилд)
- Тревор Кей — художественное оформление
- Продюсеры: Майк Олдфилд, Саймон Хэйворт и Том Ньюман
- Запись: Саймон Хэйворт и Том Ньюман
- Мастеринг: Саймон Хэйворт

## Оформление альбома
Дизайн обложки «Tubular Bells» разработал Тревор Кей, который в будущем продолжит создавать обложки для многих других альбомов Олдфилда. Это была композиционная работа — несколько вырезанных фрагментов фотографий наложены друг на друга и скреплены казеиновым клеем. Треугольная форма колокола пришла в голову Олдфилду, когда он во время записи альбома играя смял комплект трубчатых колоколов. Чтобы получить более громкое звучание, Олдфилд использовал большие металлические молотки, хотя необходимы были деревянные молоточки. В конце концов колокола изогнулись, натолкнув Майка на идею повреждённого, согнутого колокола. Тревор Кей, эксперт по фотографированию металлических объектов, смастерил «колокол» из 1,5-дюймовой трубы (вероятно, хромированной). Потом он сделал фото в своей студии, поскольку если бы он фотографировал на улице, при таком ракурсе в колоколе отображалось бы небо. Если взять обложку пластинки и рассмотреть вблизи, то можно увидеть, где именно было вырезано. «Трубчатый колокол» был вырезан и наклеен на одну из фотографий с изображением пляжа — Том Ньюман считает, что это был Гастингс или Истборн (оба на юге Англии), но по словам Майка Олдфилда, это Брайтон.
Изображение «согнутого колокола» с обложки ещё также ассоциируется с Олдфилдом за то, что он выбрал его в качестве логотипа личной музыкальной компании «Oldfield Music, Ltd». Кроме того, это изображение было центральным и для следующих альбомов «Tubular Bells». «Tubular Bells» вышел также и виниловой пластинкой с вшитым изображением (англ. vinyl picture disc), демонстрируя изогнутый колокол на фоне неба.
Обложка альбома «Tubular Bells» была среди десяти, избранных государственной почтовой службой Великобритании (Royal Mail) для коллекции почтовых марок «Классические обложки альбомов», изданной 7 января 2010 года.

## Значение и влияние

### Virgin
Олдфилд обращался ко многим другим известным лейблам звукозаписи, но получал отказ. Одна из причин — издатели считали, что эта музыка будет «неходовым товаром». Тогда Олдфилд дал прослушать демозаписи Тому Ньюману, который в то время работал в «The Manor», новой студии Virgin Group. Ньюман сразу же за них уцепился и в конце концов уговорил Ричарда Брэнсона, руководителя «Virgin», дать Майку шанс и немного времени в студии для записи альбома. Готовый «Tubular Bells» Брэнсон пытался продать другим компаниям звукозаписи. Когда стало понятно, что попытки не увенчались успехом, было решено издать альбом самостоятельно. Так, дебютный альбом Олдфилда «Tubular Bells» стал также и первым выпущенным альбомом для Virgin Records, а поэтому получил каталоговый номер V2001 (хотя V2002 и V2003 были выпущены в тот же день).
«Virgin» переиздавала этот альбом несколько раз, включая выпуск 2000 года в формате HDCD и в 2001 году в формате SACD. Релиз HDCD сопровождался буклетом, который подготовил Дэвид Лэнг; авторами буклета для релиза SACD стали Фил Ньюэлл и Саймон Хэйворт.
Одному из своих первых самолётов, Airbus А319-112, глава авиакомпании Virgin America Ричард Брэнсон дал название N527VA «Tubular Belle». В 1994 году британская авиакомпания Virgin Atlantic также назвала свой Boeing 747-4Q8 G-VHOT «Tubular Belle».
В 2008 году, когда закончилось 35-летнее соглашение между Олдфилдом и «Virgin Records», к нему вернулись права на произведение, которые он, в свою очередь, передал «Mercury Records». 15 апреля 2009 года «Mercury Records» известила о переходе к лейблу прав собственности на альбомы Олфилда. Альбом «Tubular Bells» был переиздан уже в июне 2009 года в различных форматах, включая виниловую пластинку, ремикс, издание на двух CD-дисках и в формате DVD.

### Наложение звука
В «Tubular Bells» на большинстве инструментов сыграл сам Майк Олдфилд, записывая их по очереди и накладывая друг на друга для достижения окончательного звучания. Эта техника характерна для многих его последующих альбомов. И хотя сейчас в музыкальной индустрии она применяется довольно часто, во времена создания «Tubular Bells» это было настоящим новаторством — большинство просто использовали одновременную игру нескольких музыкантов. Именно поэтому «Tubular Bells» считают одним из альбомов, которые изменили музыку. Оригинальные демозаписи Олдфилд сделал в своей квартире в Тоттенхэме (Лондон) на катушечном магнитофоне «Bang & Olufsen Beocord», одолжив его у Кевина Эйерса, лидера группы «Целый мир» (англ. The Whole World), откуда Олдфилд недавно ушёл. Хотя это был лишь стереомагнитофон, Майку удалось сделать много записей различных инструментов (включая свои гитары, электрический орган и даже пылесос матери, который он использовал, пытаясь достичь звучание волынки) на одной и той же плёнке, блокируя при помощи картона и липкой ленты головку стирания магнитофона.

### Цитирование в других работах Олдфилда
«Tubular Bells» — альбом, который больше всего отождествляется с Олдфилдом, и Майк несколько раз возвращался к нему в своих последующих работах. Так, вступление «Tubular Bells» явно прослеживается в начале первого трека альбома «Кризис» (англ. Crises) и в композиции «Предвестник» (англ. Harbinger) альбома «Музыка Сфер» (англ. Music of the Spheres). Также он цитируется в песне «Five Miles Out» одноимённого альбома, ещё одной особенностью которого является звучание «фирменного инструмента» Олдфилда — пения «пилтдаунского человека», впервые прозвучавшего в «Tubular Bells».

## Запись
Обе части «Tubular Bells» были записаны в период с осени 1972 по весну 1973 года.
Первая часть (Part one) была записана за неделю на студии «The Manor», которая принадлежала основателю Virgin Records, Ричарду Брэнсону. Остальную часть альбома записывали в то время, когда студия была свободной, в основном поздно вечером. Непосредственно перед Олдфилдом здесь записывался Джон Кейл, а после него начала работу группа The Bonzo Dog Doo-Dah Band. Нужно отметить, что комплект трубчатых колоколов из «Tubular Bells» — это тот самый инструмент, который использовал и Джон Кейл. По просьбе Олдфилда после записи Кейла прокатная компания оставила его ещё на некоторое время в студии.
Рабочее название Олдфилда для «Tubular Bells» — «Опус первый» (англ. Opus One), а Ричард Брэнсон хотел назвать альбом «Завтрак в постели» (англ. Breakfast in Bed). Одним из возможных вариантов обложки для «Завтрака в постели» было изображение варёного яйца, из которого вместо желтка вытекает кровь. Такая обложка, правда, несколько видоизменённая, в конце была напечатана и использована для последнего альбома Олдфилда на «Virgin» — Heaven’s Open.
Единственной электрогитарой, использованной во время записи альбома, была светлая «Fender Telecaster» 1966 года (серийный номер 180728), которая принадлежала Марку Болану из группы «T. Rex». Олдфилд дополнил её звукоснимателем Билла Лоуренса (разработчик гитар) и после этого продал гитару, пожертвовав полученные деньги благотворительной организации «SANE», которая занимается психически больными людьми. Аукцион «Bonhams» выставлял эту гитару на продажу в 2007, 2008 и 2009 годах, оценивая её в 25—35 тыс., 10—15 тыс. и 8—12 тыс. £, соответственно.
По словам Олдфилда, использование криков «пилтдаунского человека» пришло в голову тогда, когда он уже практически закончил записывать инструменты и почувствовал, что нужно ещё что-то. Навеянная виски идея создания эффекта «пилтдаунского человека» состояла в кричании и верещании в микрофон, при этом плёнка прокручивалась с повышенной скоростью. Таким образом, при воспроизведении ленты с нормальной скоростью, тональность голоса была ниже.
Для получения ускоренного звучания гитары, запись выполняли, просто изменяя скорость прокручивания плёнки. Также, чтобы создать фузз-эффект и эффект «волынки» Майк Олдфилд в некоторых гитарных партиях использовал устройство под названием «коробка Глорфиндела» (англ. Glorfindel box). Деревянный ящик сделал некий хиппи и подарил на одной из вечеринок Дэвиду Бедфорду, а Бедфорд, в свою очередь, отдал его Олдфилду. Коробка была крайне ненадежной в эксплуатации и редко когда дважды давала одинаковый результат.

У него была эта страшная самодельная электронная коробка, полная ужасных транзисторов, облепленная фейдерами и ручками, которую он называл «Глорфиндел». Это был кусок фанеры, заполненный хламом, к которому он мог подключать гитару, и из этого иногда выходил звук. Порой это звучание было хорошим, но в большинстве случаев — ужасным.
— Том Ньюман в 2001 году в интервью для журнала «Q»
Музыканты из группы The Bonzo Dog Doo-Dah Band, которая должна была записываться после Олдфилда, пришли в студию раньше. Майк был в некоторой степени их поклонником, а поэтому попросил солиста, Вива Стэншолла, представить инструменты в финале первой части. Вивиан называл по очереди инструменты, и в тот момент, когда он произнес: «плюс… трубчатые колокола», Олдфилд решил, как именно назовёт свой альбом.
В 1993 году была издана книга «Создавая Tubular Bells» (The Making of Tubular Bells).

### «Хорнпайп моряка» и оригинальная концовка
Песне «Хорнпайп моряка» (англ. Sailor's Hornpipe), записанной в 1973 году для коды в конце второй части альбома, сначала предшествовало длительное и несколько необычное её исполнение: на фоне песни, исполняемой на акустических инструментах, можно было слышать громкие шаги, а Вив Стэншолл, явно пьяный, проводит мысленный тур по студии «The Manor». Как написано в буклете винилового бокс-сета, всё это происходило в четыре утра, после того, как Олдфилд, Том Ньюман и Стэншолл изрядно выпили. Они разместили микрофоны в комнатах «Манора», включили запись и отправились в незапланированный тур по зданию.
Из окончательной версии «Tubular Bells» это исполнение было вырезано. Но, «во всей его замечательной глупости» (такую характеристику дал буклет), эту запись можно услышать в альбоме «Boxed», а также в издании формата SACD (только многоканальный трек). Оно же было включено и в переиздание «Tubular Bells» 2009 года на Mercury Records.

## Позиции в чартах, награды и сертификация
«Tubular Bells» оставался в британских чартах в течение 279 недель, поднимаясь по ступенькам уверенно, но медленно, за первый год так и не достигнув вершины. Номером один «Tubular Bells» стал, сместив Hergest Ridge, второй альбом Олдфилда, занимавший первую строчку в течение трёх недель. Это сделало Майка Олдфилда одним из трёх артистов Великобритании, которые на вершине чартов альбомов победили сами себя.
В Великобритании было продано более, чем 2 630 000 копий альбома, и по некоторым данным — 15—17 миллионов экземпляров в мире. В США альбом стал золотым, а Майк Олдфилд в 1974 году получил «Grammy» за лучшую инструментальную композицию.
50-е юбилейное издание британского музыкального журнала Music Week разместило альбом «Tubular Bells» на 35-й строчке в рейтинге альбомов Великобритании 1959—2009 годов, имевших наибольшие продажи. В специальном выпуске британских музыкальных журналов «Q» и «Mojo» «Pink Floyd и история прогрессивного рока» альбом разместился на 9-й позиции в списке «40 альбомов космо-рока». Альбом также занял 17 место в списке «50 величайших прог-рок-альбомов всех времён» журнала Rolling Stone.
В Великобритании с момента релиза альбом попадал в чарты каждое десятилетие, самая последняя по времени позиция — под номером 66 в 2012 году.

### Позиции в хит-парадах
| Год  | Чарт                                            | Позиция |
| ---- | ----------------------------------------------- | ------- |
| 1974 | Рейтинг альбомов от Острэльен Кент Мюзик Репорт | 1       |
| 1974 | Ю-Кей Эльбамс Чарт                              | 1       |
| 1974 | Журнал «РПМ»                                    | 1       |

| Хит-парад (1976)             | Позиция |
| ---------------------------- | ------- |
| Великобритания (Gallup Poll) | 27      |

### Продажи и сертификация
| Страна         | Высшая позиция | Сертификация   | Продажи   | Источники     |
| -------------- | -------------- | -------------- | --------- | ------------- |
| Австралия      | 1              | 10× Платиновый | 700 000   | [ 18 ] [ 22 ] |
| Великобритания | 1              | 7× Платиновый  | 2 630 747 | [ 19 ] [ 23 ] |
| Канада         | 1              | 2× Платиновый  | 200 000   | [ 20 ] [ 24 ] |
| Испания        | 86             | —              | —         | [ 25 ]        |
| Нидерланды     | 2              | Золотой        | 50 000    | [ 26 ]        |
| ФРГ            | 37             | —              | —         | [ 27 ]        |
| Новая Зеландия | 25             | —              | —         | [ 28 ]        |
| США            | 3              | Золотой        | 500 000   | [ 29 ] [ 30 ] |
| Франция        | —              | Золотой        | 200 000   | [ 31 ]        |

Демо Олдфилда 1971 года появились и в переиздании «Tubular Bells» в 2009 году (лимитированное издание Mercury Records), которое также имело микс фрагментов альбома весны 1973 года.

## Серия альбомов «Tubular Bells»
«Tubular Bells» можно считать первым из серии альбомов, которую продолжили «Tubular Bells II» (1992), «Tubular Bells III» (1998) и «The Millennium Bell» (1999). В 2003 году Олдфилд выпустил «Tubular Bells 2003» — цифровую перезапись оригинального «Tubular Bells» с некоторыми «правками» недостатков, которые он заметил в первом издании альбома. Отличием этой версии является замена рассказа покойного Вива Стэншолла новым в исполнении Джона Клиза. В 2009 году вышел новый микс оригинального альбома.
К серии альбомов «Tubular Bells» можно квадрофоническую версию 1975 года (квадромикс позже был использован для многоканальной части релиза в формате SACD), оркестровую версию того же года («The Orchestral Tubular Bells» Дэвида Бедфорда) и разные записи «живого» исполнения — полную версию можно найти в двойном альбоме с «живым» исполнением «Exposed» (1979).

### Демо-версия
Олдфилд сделал демозаписи «Tubular Bells» в 1971 году в своей квартире в Тоттенхэме (Лондон) на одолжённом у Кевина Эйерса катушечном магнитофоне «Bang & Olufsen Beocord». Демо, названные «Tubular Bells Long», «Caveman Lead-In», «Caveman», «Peace A Demo» и «Peace Demo B», появились в «Tubular Bells 2003» — DVD-Audio-версии «Tubular Bells».

### Сингл
Первый изданный сингл из альбома был создан лейблом Atlantic Records, официальным дистрибьютором в США. Эта версия была смонтирована из фрагментов первой части альбома, но Олдфилд на это своего разрешения не давал. Сингл был издан в США, где его наивысшей рейтинговой позицией стал 7-й номер в Billboard Hot 100 11 мая 1974 года.
Первым британским 7-дюймовым синглом был «Сингл Майка Олфилда», изданный Майком Олдфилдом в июне 1974 года. На стороне А — перезапись фрагмента «гитар со звучанием волынки» (англ. bagpipe guitars) второй части «Tubular Bells» с гобоем в качестве основного инструмента, на стороне В — песня «Фрогги начал ухаживания» (англ. Froggy Went A-Courting). Этот сингл был включен в переиздание «Tubular Bells», сделанного «Меркюри Рэкордз» в 2009 году.

### Студийные записи
- «Tubular Bells» (1973)
- «The Orchestral Tubular Bells» (оркестровая версия; 1975)
- «Tubular Bells II» (1992)
- «Tubular Bells III» (1998)
- «The Millennium Bell» (1999)
- «Tubular Bells 2003» (2003)

### Сборники
- «The Best of Tubular Bells» (2001)
- «The Complete Tubular Bells» (2003)

### Эволюция звучания

#### Винил
Существуют четыре известных варианты винилового издания «Tubular Bells»:
- стандартная чёрная виниловая версия, с каталоговым номером V2001 (белая или зелёная этикетка с изображением близнецов, сторона А — 25:00). Именно таким вышло и виниловое переиздание 2009 года, как часть серии «Назад к чёрному» (англ. Back to Black);
- чёрная виниловая стереоверсия, с каталоговым номером VR 13-105 (белая этикетка с цветным изображением близнецов). Это оригинальная североамериканская версия альбома, дистрибуцию которой выполняла «Атлантическая звукозаписывающая корпорация»;
- чёрная виниловая квадрофоническая версия, с каталоговым номером QV2001. Первые 40 тысяч копий этого выпуска на самом деле были не квадрофоническими, а поддельными версиями стереоиздания. Но уже все последующие копии были действительно квадрофоническими. К сожалению, на этикетках никакой информации о несоответствии не было[33];
- виниловая пластинка с вшитым изображением, с каталоговым номером VP2001. Это стереоремикс квадрофонической версии, единственное отличие которого — в звучании «Reed and Pipe Organ» во время церемонии представления инструментов. Эта версия появилась в сборнике «Boxed».

#### CD- и DVD-версии
Существует множество различных вариантов записи альбома, доступных на CD. Среди известных:
- CD с оригинальным стереомиксом;
- альбом «Boxed» на CD со стереоремиксом квадрофонической версии;
- издание 2000 года (HDCD) — ремастеринг альбома;
- издание в формате SACD, которое содержит ремастеринг и квадромикс «Boxed»;
- в 2009 году было издано два новых микса — CD-стереомикс и DVD-микс (Dolby Digital) с объёмным 5.1-канальным звуком.

## Шутка про стереозапись
На обложке альбома есть юмористические заметки о стереозаписи. Под логотипом лейбла на обратной стороне было написано: «В великолепном стереофоническом звучании», далее строка: «В крайнем случае может прослушиваться на монооборудовании». Была ещё одна надпись внизу слева на обороте — пародия на предупреждение о совместимости стереозаписей и монооборудования (или наоборот), которые размещали на старых альбомах:

Эта стереозапись не может быть проиграна на старых жестяных банках, вне зависимости от того, чем они оснащены. Если у вас есть подобное оборудование, пожалуйста, отнесите его в ближайший полицейский участок.

Слова предупреждения об использовании оборудования для прослушивания появились на обложках альбомов, когда на рынок вышли квадрофонические альбомы — в начале и до середины 1970-х. Когда «Tubular Bells» позже был переиздан в таком формате, на американскую партию дисков перенесли и информацию о «жестяных банках». Надпись сохранилась и в британском и австралийском тиражах, но большинство квадрофонических изданий изменили заметку в правом верхнем углу на следующую: «В великолепном стереофоническом звучании; может прослушиваться на стерео- и моножестянках». На некоторых британских изданиях к тому же ещё спереди была этикетка, которая сообщала, что это квадрофоническое издание «для людей с четырьмя ушами».
Небольшое эссе о реставрации и ремастеринге альбома, которое сопровождало лимитированное CD-издание по случаю 25-й годовщины, завершалось словами: «… но он все ещё не может быть проигран на старых жестяных банках». Подобным образом на переизданный альбом «Tubular Bells 2003» также перенесли оригинальное предупреждение, добавив курсивом слова «все ещё».
Подобное юмористическое «предостережение» появилось и в альбоме Олдфилда «Amarok»:

Эта запись может быть опасна для здоровья глухих тетерь. Если у вас есть такие проблемы, немедленно проконсультируйтесь со своим лечащим врачом.

## Компьютерные игры

### «Коммодор 64»
При поддержке софтверной компании «CRL» и дистрибьютора «Nu Wave» Майк Олдфилд в 1986 году издал интерактивную версию альбома для домашнего компьютера Commodore 64, которая использовала звуковую микросхему SID для воспроизведения упрощённой переаранжировки альбома, в сопровождении некоторых простых визуальных 2D-эффектов. «Интерактивность» программы ограничивалась контролем скорости и количества визуальных эффектов, регулировкой громкости звука и фильтрации, а также переходом к любой части альбома.

### «Маэстро»
В 2004 году Олдфилд запустил проект виртуальной реальности под названием «Маэстро» с музыкой из перезаписаного альбома «Tubular Bells 2003». Оригинальное название этой игры — «The Tube World». Это вторая игра, выпущенная под маркой «MusicVR», первой была Tres Lunas. Проект «MusicVR» был представлен как виртуальное приключение в реальном времени, которое объединяет изображения и музыку и при этом является игрой без насилия и без определённой цели.

## В массовой и популярной культуре
- Вступительная тема, выбранная для фильма «Изгоняющий дьявола» (1973), придала записи широкую огласку и презентовала работу более широкой аудитории. Она была использована в фильме НАСА 1979 года «Космическое кино» (англ. The Space Movie).
- Её также «цитировали» много других артистов, как, например, Джанет Джексон в The Velvet Rope.
- Вступительную тему «Tubular Bells» использовали и на телевидении, а именно: в голландском детском сериале «Bassie en Adriaan», эпизоде «Призраки» сериала Би-Би-Си «Моя семья» и эпизоде «Полтергейст — Дипесто 3:0» сериала «Детективное агентство «Лунный свет»».
- Она использовалась в 2002 году для телевизионной рекламы дизельного автомобиля Volkswagen Golf.
- Также задействована в ряде фильмов: в 1974 году — «Чёрное Рождество», в 1985 году — Ох уж эта наука!, в 2001 году — «Очень страшное кино 2», в 2002 году — «Мастер перевоплощения», в 2004 году — «Спасён!» (Saved!).